# Hajtetoválás
A hajtetoválás (más elnevezésein: hajpigmentálás, mikropigmentálás vagy mikro-hajtetoválás) egy esztétikai kezelés, melynek légyege, hogy a kopasz vagy hiányos területekre egy nagyon vékony tű segítségével apró hajszálakat tetoválnak. A hajtetoválás nem egyezik meg a hagyományos tetoválással, mivel a kezelés során teljesen más festékanyagot, illetve tűt használnak, mint a hagyományos tetoválás készítésekor. A hagyományos tetoválással szemben a mikropigmentáláskor a festékanyagot nem juttatják mélyen a bőrbe, csak annak legfelsőbb rétegét érintik.
A hajtetoválás tehát a haj optikai dúsításának egy módszere. Az eljárást azok számára szokták ajánlani, akiknek a hajbeültetés már nem lehetséges (például: nincs elég donoruk a beültetéshez), mivel a hajtetoválás során hajszimulációs technikákat alkalmaznak. A haj pigmentálása során általában kétféle technikával dolgoznak. Az egyik a DOT-technika, mellyel apró szőrtüsző jellegű mikro pöttyöket hoznak létre, melyeket azoknak javasolnak, akik maximum 1 mm hosszan szeretnék hordani a hajukat. A FIBER-technikával apró hajszálakat pigmentálnak a normál, vagy hosszabb hajszál közé ez a technika azoknak jó, akik maximum 2-4 mm hosszan tervezik hordani a hajukat. Ezeket a technikákat a legtermészetesebb hatás és eredmény érdekében sok helyen keverni szokták.

## Általános tudnivalók a mikropigmentációs kezelésről
- A hajtetoválás eredménye 2-5 évig tart, ezután az eljárás az eredmény fenntartása érdekében megismétlendő
- A tetoválás fokozatosan kopik, a színe fokozatosan halványodik
- A pigmentáció elkészítése egyénenként változó fájdalomérzettel jár

### A hajtetoválást kizáró tényezők
- Krónikus betegségek: vesebetegség, májbetegség, cukorbetegség, daganatos megbetegedések. Ezek esetén szakorvos írásos engedélyére van szükség.
- Vírusos vagy bakteriális fertőzés (influenza, hepatitis B, AIDS, TBC stb.)
- Rendszeresen szedett gyógyszer esetén csak orvosi engedéllyel
- Penicillin tartalmú gyógyszer szedése (vérzékennyé tesz, csökkenti a festék bennmaradásának esélyét)
- Véralvadásgátló szedése
- Megfázás, lázas állapot
- Aktuális terhesség és közvetlen a terhesség utáni időszak
- Aktuális menstruáció
- Sugárkezelés (annak ideje és az azt követő 1,5 évig)
- Véraláfutás, vagy duzzanat a kezelendő területen
- Rosaceás terület (kitágult erecskék), éranyajegy, tűzfolt
- Ciszta, folyadékkal telt hólyag az érintett területen
- Anyajegy, szemölcs az érintett területen
- Gyulladt bőrfelület (ekcéma, pszoriázis aktív állapota)
- Allergia a sminktetováló festékkel szemben

### A kezelés előtti tilalmak
- 2-3 napon belül zsíros krémmel kenni az adott bőrfelületet
- 2-3 napon belül eltávolítani a területről a szőrszálakat
- Tartós festék használata 2-3 napon belül (hajfesték, szemöldökfesték stb.)
- Koffein tartalmú ital fogyasztása előtte 2-3 órával
- Alkohol fogyasztása előtte 4-5 órával

### A kezelés utáni tilalmak
- Napozás, szolárium használata 8-10 napig
- Erős verejtékezéssel járó sport 4-5 napig
- Uszoda, szauna használata (a fertőzésveszély miatt) 10 napig
- Leszedni az esetleges vart
- Zsíros vagy savas krém használata az adott területen
- Az adott terület borotválása 10 napig